# Noa Gruman
Noa Gruman (Hebreeuws: נועה גרומן - Jeruzalem, 11 december 1988) is een Israëlisch zangeres, tekstschrĳfster en dirigente. Ze is vooral bekend als zangeres en tekstschrijven van de progressievemetalband Scardust en als zangeres en dirigente van metalkoor Hellscore.

## Biografie
Gruman werd geboren in Jeruzalem, maar groeide op in Ramat Gan. Ze werd geboren in een muzikaal gezin: haar ouders, zussen en broer zĳn eveneens muzikanten, hetzij parttime. In haar jeugd volgde ze piano- en cellolessen en nam ze deel aan muziekensembles en orkesten. In 2004 richtte het gezin de familieband Kol Hamishpaha (Het familiegeluid) op. In 2015 won de band de eerste plaats tĳdens een muziekshow op het Israëlische televisiekanaal Kanaal 24. De band speelde verschillende muziekstĳlen, waaronder rock, pop en folk. Noa Gruman is de enige van het gezin die professioneel met muziek bezig is.
Gruman volgde vanaf haar zestiende professionele zangles. Op haar achttiende moest ze in militaire dienst. Nadien volgde ze een opleiding tot styliste, maar vanaf haar 21e ging ze zich volledig toeleggen op muziek en volgde zanglessen bĳ Floor Jansen. Ook produceerde ze in die tijd de musical Otoko Banzai en in 2014 trad ze toe tot het muziekensemble 2for6. In 2016 trad Gruman op als soliste op liveoptredens van de Israëlische metalband Orphaned Land. Met die band stond ze onder meer op het Wander Festival. Ook richtte ze in 2014 de band Scardust op, waarin ze actief is als zangeres en tekstschrijver.
In 2016 richtte Gruman metalkoor Hellscore op, waarvan ze dirigente en zangeres is. In 2018 was ze te horen op het album Queen of Time van Amorphis en in 2019 startte ze een Patreonpagina.

## Stijl
Qua stemgeluid wordt Gruman vergeleken met Floor Jansen en Brittney Slayes. Sinds haar vijftiende heeft ze zich toegelegd op de genres rock en metal.